# 23 Librae b
23 Librae b è un pianeta extrasolare orbitante attorno alla stella 23 Librae, una nana gialla nella costellazione della Bilancia distante 84 anni luce dalla Terra. Si tratta di un gigante gassoso di massa 1,58 volte quella di Giove e la sua distanza dalla stella madre, 0.81 U.A., lo colloca nella zona abitabile del sistema, anche se essendo un gigante gassoso non ha superficie solida. 
Vogt e colleghi calcolano una temperatura di equilibrio di 315 K (42 °C), quindi un'eventuale esoluna di tipo roccioso in orbita attorno al pianeta potrebbe sostenere l'acqua liquida in superficie, tuttavia la temperatura di equilibrio non tiene conto dell'effetto serra provocato dalla presenza di un'atmosfera in grado di elevare sensibilmente la temperatura superficiale.. 